# Chadídža Ismailová
Chadídža Ismailová (* 27. května 1976, Baku, Ázerbájdžán) je ázerbájdžánská opoziční novinářka. Dlouhodobě se věnuje odhalování politické korupce. Dne 1. září 2015 byla za daňové úniky, nezákonné podnikání a defraudaci odsouzena k 7,5 letům vězení.
Dne 25. května 2016 byla propuštěna a trest jí byl změněn na podmínečný v délce 3,5 roku.

## Život
Ismailová měla na podzim 2014 přednášet na pražském Foru 2000 o možnostech nastolení demokracie v postsovětském prostoru. Cestu do Prahy jí však úřady nepovolily.
V prosinci 2014 byla zatčena. Původně byla obviněna z toho, že bývalého spolupracovníka z rádia Svobodná Evropa naváděla k sebevraždě. Režimu, v jehož čele stojí prezident Ilham Alijev, však mohla vadit spíše její aktivita při rozkrývání obchodních machinací, které se týkají prezidentovy rodiny. V zemi postupně skupuje velké podniky, přičemž pak patří buď prezidentově ženě Mehriban nebo jeho dvěma dcerám Lejle a Arzu. Členové prezidentovy rodiny podnikají i v České republice, zejména v Karlových Varech.
Dne 1. září 2015 byla za daňové úniky, nezákonné podnikání a defraudaci odsouzena k 7,5 letům vězení. Ismailová považuje proces za vykonstruovaný a vidí v něm pomstu za své úsilí o odkrývání korupce a mafiánských struktur v zemi. Dne 1. září 2015 byla za daňové úniky, nezákonné podnikání a defraudaci odsouzena k 7,5 letům vězení. Ismailová považuje proces za vykonstruovaný a vidí v něm pomstu za své úsilí o odkrývání korupce a mafiánských struktur v zemi. Byla odsouzena jen dva týdny poté, co s obdobně vysokými tresty od soudu odešli ázerbájdžánští lidskoprávní aktivisté Lejla Junusová a její manžel Arif Junus.
Dne 25. května 2016 byla podmínečně propuštěna a její trest byl změněn na podmínečné odsouzení v délce 3,5 roku.

## Ocenění
- 2017 Cena Global Shining Light Award – Získala ji spolu s kolegy z Českého centra pro investigativní žurnalistiku.[3]

- 2015 PEN / Barbara Goldsmith Freedom to Write Award
- 2017 Cena za správný život